# Кубрик, Вивиан
Ви́виан Ване́сса Ку́брик (англ. Vivian Vanessa Kubrick; 5 августа 1960, Лос-Анджелес, Калифорния, США) — американский композитор, кинорежиссёр, кинооператор, киномонтажёр и дочь кинорежиссёра Стэнли Кубрика.

## Биография
Вивиан Ванесса Кубрик родилась 5 августа 1960 года в Лос-Анджелесе (штат Калифорния, США) в семье режиссёра Стэнли Кубрика (1928—1999) и актрисы Кристианы Кубрик (род.1932), которые были женаты с 1958 года и до смерти Кубрика. У Вивиан была старшая сестра, Аня Кубрик (1959—2009), и старшая единоутробная сестра — Катарина Кубрик (род.1953).

## Карьера
В 1968—1987 года Вивиан сыграла в 4-х фильмах и наиболее известна по роли курящей гостьи на диване на балу в фильме «Сияние» (1980). После окончания карьеры актрисы, Кубрик выступила композитором, режиссёром, оператором и монтажёром 4-х фильмов.

## Фильмография
| Год  |   | Русское название | Оригинальное название | Роль                             |
| ---- | - | ---------------- | --------------------- | -------------------------------- |
| 1980 | ф | Сияние           | The Shining           | курящая гостья на диване на балу |